# Dima Halim Daogah
El Dima Halim Daogah (DHD) fue el movimiento que se arroga la representación del pueblo de los Dimasa de Assam (India). Su cuartel general está en Dimabong Halali. Incluye a Dimasa y jóvenes Karbi, en los distritos de North Cachar Hills y Karbi-Anglong (Asam).
Su ideología es progresista. Fue creado en 1993, y obtuvo el apoyo del National Socialist Council of Nagalim (IM) del que después se distanció.
Dispone de un centenar de combatientes. En 1995 cuando el grupo Dimasa National Security Force (DNSF) se rindió en masa, el líder militar de este grupo Jewel Garlossa y algunos seguidores se unieron al DHD. En 1999 era bastante activo cobrando impuestos a funcionarios y empresarios en el distrito y atacando a las fuerzas de seguridad, pero el 3 de julio de dicho año su comandante en jefe Bejoy Nandung fue emboscado por las fuerzas indias, y desde entonces su actividad ha decrecido.
- Datos: Q943152